# Костін Ігор Федорович
І́гор Фе́дорович Ко́стін (нар. 1935 — пом. 9 червня 2015) — український фотожурналіст, кінооператор, член Національної спілки кінематорафістів, Національної спілки журналістів України.

## З життєпису
Єдиний фотограф, який зробив фото зруйнованого реактора на Чорнобильській АЕС. За цю фотографію здобув найпрестижнішу в галузі фотожурналістики премію World Press Photo. Перебував у Чорнобилі протягом перших 13 днів після вибуху. 2 рази спускався на 4-й реактор, 5 разів піднімався на дах 3-го, зазнав опромінення в 5 допустимих доз.
Ігор Костін вийшов із спілки журналістів з принципових міркувань на початку 1990-х років і демонстративно розірвав і викинув на смітник свій членський квиток спілки журналістів.
Його фотографії експонувалися в Нідерландах, США, Україні, штаб-квартирі ООН.
2002 року вийшов фотоальбом Костіна «Чорнобиль. Сповідь репортера», до нього увійшли найкращі фотоматеріали із Чорнобильської зони.
Загалом здобув понад 10 міжнародних призів, зроблені ним фотографії увійшли до антології «100 репортерів ХХ століття».
Загинув у дорожно-транспортній пригоді біля села Хлепча. Без Ігоря лишилися вдова (другий шлюб), двоє дітей. Похований 11 червня 2015-го на Південному кладовищі.